# Presidenti della Guinea
I presidenti della Guinea dal 1958 (data di indipendenza dalla Francia) a oggi sono i seguenti.

## Lista
| Presidente | Presidente                         | Presidente             | Partito                                                            | Elezione                    | Mandato          | Mandato          |
| Presidente | Presidente                         | Presidente             | Partito                                                            | Elezione                    | Inizio           | Fine             |
| ---------- | ---------------------------------- | ---------------------- | ------------------------------------------------------------------ | --------------------------- | ---------------- | ---------------- |
|            |                                    | Ahmed Sékou Touré      | PDG-RDA                                                            | 1961, 1968, 1974, 1982      | 2 ottobre 1958   | 26 marzo 1984    |
|            |                                    | Louis Lansana Beavogui | PDG-RDA                                                            | Ad interim                  | 26 marzo 1984    | 3 aprile 1984    |
|            |                                    | Lansana Conté          | Militare                                                           | A seguito di colpo di Stato | 3 aprile 1984    | 22 dicembre 2008 |
|            | Partito dell'Unità e del Progresso | Lansana Conté          | 1993, 1998, 2003                                                   |                             | 3 aprile 1984    | 22 dicembre 2008 |
|            |                                    | Aboubacar Somparé      | Partito dell'Unità e del Progresso                                 | Ad interim                  | 22 dicembre 2008 | 23 dicembre 2008 |
|            |                                    | Moussa Dadis Camara    | Militare                                                           | A seguito di colpo di Stato | 23 dicembre 2008 | 3 dicembre 2009  |
|            |                                    | Sékouba Konaté         | Militare                                                           | Ad interim                  | 3 dicembre 2009  | 21 dicembre 2010 |
|            |                                    | Alpha Condé            | Raggruppamento del Popolo Guineano                                 | 2010, 2015, 2020            | 21 dicembre 2010 | 5 settembre 2021 |
|            |                                    | Mamady Doumbouya       | Militare (Comitato nazionale per la riconciliazione e lo sviluppo) | A seguito di colpo di Stato | 5 settembre 2021 | 1º ottobre 2021  |
| Ad interim | 1º ottobre 2021                    | Mamady Doumbouya       | Militare (Comitato nazionale per la riconciliazione e lo sviluppo) | in carica                   |                  |                  |